# 伊西多罗·伊瓦拉
伊西多罗·伊瓦拉（西班牙語：Isidoro Ibarra，1992年10月2日—），阿根廷男子曲棍球运动员。他曾代表阿根廷国家队参加2016年夏季奥林匹克运动会曲棍球比赛，获得一枚金牌。